# Kurt Weill
Kurt Weill, född 2 mars 1900 i Dessau i Anhalt, död 3 april 1950 i New York i USA, var en tysk tonsättare (från 1943 amerikansk medborgare). Han var gift med den österrikiskfödda skådespelerskan och sångerskan Lotte Lenya.

## Biografi
Weill studerade komposition för Engelbert Humperdinck och Ferruccio Busoni i Berlin. Busoni fick stor betydelse för Weills senare skapande och för hans operaestetik.
Redan tidigt, för sina första operaprojekt, samarbetade Weill med betydande tyskspråkiga författare som Georg Kaiser och Yvan Goll. Den komiska enaktsoperan Der Zar lässt sich photographieren ("Tsaren låter fotografera sig"; alt. svensk titel: "Ett foto av självaste tsaren") med libretto av Kaiser, uruppförd 1928, var en remarkabel publikframgång. Här, liksom redan i Royal Palace (1927, libretto av Goll) arbetar Weill med en stilblandning, som skulle komma att bli hans kännemärke. I båda de nämnda operorna spelar inslag av tango en viktig roll. Den sofistikerade växlingen mellan det dominerande, närmast expressionistiska tonspråket och det populära i tangons form har i dessa operor inte minst dramaturgiska funktioner.
Det berömda samarbetet med författaren Bertolt Brecht varade i tre år, 1927–1930, med enstaka gemensamma projekt efteråt. Några av Weills mest kända verk kom till under samarbetet med Brecht, så till exempel den samhällskritiska Tolvskillingsoperan (Die Dreigroschenoper). Detta verk är inte en opera i konventionell mening, utan kallades av upphovsmännen "Stück mit Musik" (skådespel med musik). I Tolvskillingsoperan blandar Weill många olika stilar, från de neobarocka tongångarna i uvertyren till den för tonsättaren karakteristiska kabaré-, jazz- och tangoinspirerade så kallade "Song"-stilen. Även operan Staden Mahagonnys uppgång och fall, kantaten Der Lindberghflug och skoloperan Der Jasager var viktiga resultat av samarbetet med Brecht. 
Ett av Weills sista verk innan han tvingades lämna Tyskland 1933 på grund av det nationalsocialistiska hotet var den storskaliga, tragiska operan Die Bürgschaft med ett samhällskritiskt libretto av den kände scenografen Caspar Neher.
I fransk exil 1933-1935 skrev Weill bland annat sin andra symfoni och återupptog tillfälligt samarbetet med Brecht i den "sjungna baletten" Die sieben Todsünden, men komponerade också en påtagligt "fransk" musik till Jacques Devals skådespel Marie Galante. 
Efter två år i Frankrike flyttade Weill 1935 till USA där han var fortsatt verksam med att komponera musikaler, operett- och filmmusik men även operan Street Scene liksom solosånger, bland annat till texter av Walt Whitman. Till skillnad från sin forne samarbetspartner Brecht, som i mycket hög utsträckning var beroende av språket, och i synnerhet det tyska språket som arbetsredskap, och många andra europeiska intellektuella som flytt till USA, var Weill mycket angelägen om att assimilera sig och bli accepterad som amerikan. När en amerikansk tidning - utan någon som helst pejorativ avsikt - kallade honom "German composer" (tysk kompositör), protesterade Weill i ett särskilt genmäle. Flera av Weills verk från USA-tiden, tydligast Street Scene visar på Weills ambition att åstadkomma en "American Opera", något han själv i flera artiklar beskriver som en syntes mellan den amerikanska musikalen och den traditionella europeiska operan.
Weill var sedan 1926 gift med skådespelerskan och sångerskan Lotte Lenya, en framstående uttolkare och propagandist för hans verk. Efter skilsmässan 1933 gifte paret om sig 1937.
Än idag lever en viss påverkan av Weills musik kvar. Till hans stora beundrare räknas bland många andra Bob Dylan.

## Eftermäle
Asteroiden 11899 Weill är uppkallad efter honom.

## Verkförteckning (urval)

### Operor
- 1926 – Der Protagonist op.15 (libretto: Georg Kaiser)
- 1927 – Royal Palace op.17 (libretto: Yvan Goll)
- 1928 – Der Zar lässt sich photographieren op.21 (libretto: Georg Kaiser)
- 1930 – Aufstieg und Fall der Stadt Mahagonny (libretto: Bertolt Brecht)
- 1930 – Der Jasager (libretto: Elisabeth Hauptmann och Bertolt Brecht)
- 1932 – Die Bürgschaft (libretto: Caspar Neher)
- 1933 – Silbersee – Ein Wintermärchen (text: Georg Kaiser)
- 1937 – Der Weg der Verheißung / The Eternal Road (Text: Franz Werfel, uruppförd med den engelska titeln)
- 1947 – Street Scene (libretto: Elmer Rice och Langston Hughes)
- 1948 – Down in the Valley (libretto: Arnold Sundgaard)

### Sångspel
- 1927 – Mahagonny (libretto: Bertolt Brecht)

### Skådespelsmusik
- 1928 – Tolvskillingsoperan (Die Dreigroschenoper) av Bertolt Brecht

### Operetter
- 1935 – Der Kuhhandel (libretto: Robert Vambery, ofullbordad, uruppförd som A Kingdom for a Cow)
- 1945 – The Firebrand of Florence (libretto: Edwin Justus Meyer och Ira Gershwin)

### Musikaler
- 1929 – Happy End (text: Dorothy Lane
- 1934 – Marie Galante (text: Jacques Deval, efter hans roman med samma namn)
- 1936 – Johnny Johnson (text: Paul Green)
- 1938 – Knickerbocker Holiday (text: Maxwell Anderson)
- 1939 – Railroads on Parade (text: Edward Hungerford)
- 1941 – Lady in the Dark (text: Moss Hart och Ira Gershwin)
- 1943 – One Touch of Venus (text: Sidney Joseph Perelman och Ogden Nash)
- 1948 – Love Life (text: Alan Jay Lerner)
- 1949 – Lost in the Stars (musikalisk tragedi, text: Maxwell Anderson)

### Pantomimer, baletter
- 1922 – Zaubernacht, pantomim för barn i en akt, op. 7
- 1933 – Die sieben Todsünden, ballet chanté för sopran, manskvartett och orkester (libretto: Bertolt Brecht)
- 1938 – The Judgement of Paris

### Kantater
- 1920 – Sulamith, koralfantasi för sopran, damkör och orkester (förlorad)
- 1927 – Der neue Orpheus, kantat för sopran, soloviolin och orkester, op.16 (text: Yvan Goll)
- 1928 – Das Berliner Requiem, kantat för tenor, baryton, manskör (or tre mansröster) och blåsorkester (text: Bertolt Brecht)
- 1929 – Der Lindberghflug, kantat för tenor, baryton och bassolister, kör och orkester (text: Bertolt Brecht, första versionen med musik av Paul Hindemith och Weill, andra versionen, också 1929, med musik endast av Weill)
- 1940 – The Ballad of Magna Carta, kantat för tenor och bassolister, kör och orkester (text: Maxwell Anderson)

### Kammarmusik
- 1918 – Stråkkvartett i h-moll (utan opustal)
- 1919– 21 – Sonat för cello och piano
- 1923 – Stråkkvartett op. 8

### Pianomusik
- 1917 – Intermezzo
- 1937 – Albumblatt für Erika (transkription av pastoralen ur Der Weg der Verheissung)

### Orkesterverk
- 1919 – Suite für Orchester
- 1919 – Die Weise von Liebe und Tod, symfoniskt poem för orkester efter Rainer Maria Rilke (förlorad)
- 1921 – Symfoni nr 1 i en sats för orkester (Berliner Sinfonie)
- 1922 – Divertimento för orkester, op.5 (ofullbordad, rekonstruerad av David Drew)
- 1922 – Sinfonia Sacra, Fantasia, Passacaglia und Hymnus für Orchester, op. 6 (ofullbordad)
- 1923 – Quodlibet, svit för orkester ur pantomimen Zaubernacht, op. 9
- 1924 – Konzert für Violine und Blasorchester, op. 12
- 1927 – Bastille Musik, svit för blåsorkester (arrangerad av David Drew, 1975) ur scenmusiken till Gustaf III av August Strindberg)
- 1928 – Kleine Dreigroschenmusik, svit ur Tolvskillingsoperan för blåsorkester, piano och slagverk
- 1934 – Suite panaméenne för kammarorkester (ur Marie Galante)
- 1934 – Symfoni nr 2 i tre satser för orkester
- 1947 – Hatikvah, arrangemang av Israels nationalsång för orkester

### Sånger
- 1919 – Die stille Stadt, för röst och piano, text: Richard Dehmel
- 1923 – Frauentanz op.10, Lieder sångcykel för sopran, flöjt, viola, klarinett, horn och fagott (efter medeltida dikter)
- 1923 – Stundenbuch, sångcykel för baryton och orkester, text: Rainer Maria Rilke
- 1925 – Klopslied, för hög röst, två piccolaflöjter och fagott ('Ick sitze da un' esse Klops'/Berliner Lied)
- 1927 – Vom Tod im Wald, op. 23, ballad för bassolist och tio blåsinstrument, text: Bertolt Brecht
- 1928 – Berlin im Licht-Song, slow-fox, text: Kurt Weill; komponerad för utställningen Berlin im Licht
- 1928 – Die Muschel von Margate: Petroleum Song, slow-fox, text: Felix Gasbarra för pjäsen av Leo Lania, Konjunktur
- 1928 – Zu Potsdam unter den Eichen, sång för röst och piano, alternativt manskör a cappella, text: Bertolt Brecht
- 1928 – Das Lied von den braunen Inseln, text: Lion Feuchtwanger, från hans pjäs Petroleum Inseln
- 1933 – Der Abschiedsbrief, text: Erich Kästner, tänkt för Marlene Dietrich
- 1933 –: La complainte de Fantômas, text: Robert Desnos; för en radiosändning av Fantômas i november 1933 (musiken var försvunnen och senare rekonstruerad av Jacques Loussier för Catherine Sauvage)
- 1933 – Es regnet, text: Jean Cocteau (direkt på tyska)
- 1934 – Je ne t'aime pas, text: Maurice Magre, för sopranen Lys Gauty
- 1934 – J'attends un navire, text: Jacques Deval, från Marie Galante
- 1934 – Youkali (ursprungligen Tango habanera, en instrumental sats i pjäsen Marie Galante), Text: Roger Fernay
- 1934 – Complainte de la Seine, text: Maurice Magre
- 1939 – Stopping by Woods on a Snowy Evening, sång för röst och piano, text: Robert Frost (ofullbordad)
- 1942–44 – Propaganda Songs, för röst och piano; skrivna för Lunch Hours Follies framförda förarbetarna på ett varv i New York, senare sänt i radio:
  - 1942 – Buddy on the Nightshift, text: Oscar Hammerstein
  - 1942 – Schickelgruber, text: Howard Dietz
- 1942 – Und was bekam des Soldaten Weib?, ballad för röst och piano, text: Bertolt Brecht
- 1942–47 Three Walt Whitman Songs, senare Four Walt Whitman Songs för röst och piano (eller orkester), text: Walt Whitman
- 1944 – Wie lange noch?, text: Walter Mehring

### Filmmusik
- 1938 – You and Me
- 1945 – Where Do We Go from Here?, text: Ira Gershwin

## Filmer innehållande Weill-musik (urval)
- 1987 – Radio Days
- 1988 – En annan kvinna
- 1992 – Skuggor och dimma
- 1993 – Kika
- 2000 – Lucky Numbers
- 2000 – Vad kvinnor vill ha